# Ferganosuchus
Ferganosuchus — вимерлий одновидовий рід гавіалідних крокодилів. Вважається, що цей рід є томістоміном, хоча було припущено, що Ferganosuchus може бути більш базальним гавіалоїдом. У регіоні Казахстану та Киргизстану були знайдені скам'янілості, які датуються серединою еоцену. Рід добре відомий за досить повними екземплярами, на відміну від більшості інших азійських томістомінів, залишки яких, як правило, більш фрагментарні.